# Abdul Manan Farahi
Abdul Manan Farahi (Paschtu: عبدالمنان فراهي; * 20. November 1992; † 23. Dezember 2018) war ein afghanischer Fußballspieler.

## Leben
Zwischen 2014 und 2015 stand er beim afghanischen Erstligisten De Spinghar Bazan unter Vertrag. In der Abwehr war er in beiden Spielzeiten Stammspieler und wurde mit der Mannschaft nach dem dritten Platz in der Saison 2014 afghanischer Meister in der Saison 2015. Zur Saison 2016 wechselte er zum Ligakonkurrenten Tofan Harirod, war aber nur Ersatzspieler und kam nur einmal zum Einsatz. Zudem war er Kapitän seiner regionalen Mannschaft Aboumuslim.
Am 23. Dezember 2018 starb Farahi nach einem Verkehrsunfall im Alter von 26 Jahren.

## Erfolge
De Spinghar Bazan
- Afghanischer Meister (1): 2015
  - Dritter (1): 2014